# Red Sebastian
Сеппе Герреман (нід. Seppe Herreman, нар. 13 травня 1999), відомий як Red Sebastian — бельгійський співак та автор пісень. Представник Бельгії на Пісенному конкурсі Євробачення 2025 з піснею «Strobe Lights».

## Біографія та кар'єра
Сеппе Герреман народився в місті Остенде, Бельгія. Уже з 7 років почав відвідувати музичну академію, і протягом усього дитинства тренував свій голос і техніку співу, а також навчався грі на фортепіано, оскільки батьки Герремана вважали важливим, щоб він міг акомпанувати собі під час співу. Він також брав уроки балету й чечітки.
2013 року Герреман дійшов до фіналу талант-шоу «Бельгія має талант» на фламандському телебаченні, коли йому було всього 13 років. Згодом п'ять років навчався в Гентській консерваторії за програмою вокального виконавства (і мав уроки вокалу у Густафа), а 2019 року продовжив кар'єру співака під керівництвом свого альтер-его: Red Sebastian.
2021 року випустив свій перший сингл — баладу під назвою «Embrace Me» — і дебютний альбом «You». 2023 року випустив мініальбом Bedroom Secrets, а вже наступного року брав участь у фламандському талант-телешоу Sing Again, де дійшов до фіналу.
14 листопада 2024 року Red Sebastian був оголошений одним із 8 учасників Eurosong 2025, національного відбору Бельгії на Євробачення. 1 лютого 2025 року з піснею «Strobe Lights» переміг на Eurosong з абсолютною перевагою та здобув право представляти свою країну на Пісенному конкурсі Євробачення 2025 в Базелі, Швейцарія.

## Музика і стиль
За словами співака, його бажанням є писати музику, яка приносила б задоволення великій аудиторії, та описує свої пісні як поп з деякими танцювальними та електронними впливами зі сильним вокалом, у великому вокальному діапазоні — від низького до дуже високого.
Співак ріс, слухаючи Крістіну Агілеру, Вітні Г'юстон і Мераю Кері, від них відчуває багато впливу у вокальному аспекті власної творчості, а також називає Г'юстон однією з головних причин, чому виріс із любов'ю до музики та зробив її своїм пріоритетом номер один. Крім них, Герреман також любить музику Джастіна Тімберлейка, Бруно Марса і Тедді Свімза.

## Особисте життя
Red Sebastian є геєм.